# Domingo Amorós
Domingo Amorós Anguera (Alforja 1866 - Reus 1898) va ser un assassí català, el darrer executat públicament a Reus abans de la guerra civil.
Domingo Amorós va matar a la seva mare, Maria Anguera, vídua, l'1 de juliol de 1897, a ganivetades, en un mas de la seva propietat a Alforja, poble del qual els dos n'eren fills. L'assassí tenia fama de dropo i pòtol. En el moment del crim, Amorós tenia 31 anys, i la seva mare 67. Després d'haver comès l'assassinat de la seva mare, es va refugiar a casa d'un amic demanant-li de sopar, i explicant que casa seva estava tancada. L'endemà al matí es va descobrir el crim i el van detindre. Va ser conduït davant del cadàver de la seva mare i es va declarar culpable del parricidi. Va ser traslladat a la presó de Pilats, a Tarragona on el dia 19, es va celebrar el judici, i se'l sentencià a morir a garrot vil. Va actuar d'advocat defensor el republicà federal Julià Nougués, que havia estat director de La Autonomía, periòdic des d'on sempre s'havia sol·licitat el perdó i l'indult davant d'una pena de mort. Recorregut el veredicte, el Tribunal Suprem el va confirmar, tot i les peticions de commutació que van fer l'Ajuntament de Reus i algunes entitats, com el Centre de Lectura o la Societat de Lliurepensadors. Al cap de poc més d'un any el portaren a Reus, i el 16 de desembre de 1898, va ser tret de la capella a les 8 del matí i va ser conduït, dalt d'un carro i acompanyat de dos capellans, en una professó presidida per un sant Crist, fins a l'esplanada del davant de l'Ermita del Roser, on s'executaven els condemnats, i on l'esperava una gran gernació mentre els soldats de la guarnició local muntaven guàrdia. Abans d'aplicar-li el garrot, Amorós demanà perdó en veu alta al públic. Un cop mort, el seu cadàver va ser exposat en el patíbul fins que es va fer fosc. El cost de l'execució va ser de 1.000 pessetes. El van ajusticiar en presència de tota la comarca, i se seguí el ritual de donar una bufetada a les criatures en el moment de tibar-li el ganyot, perquè no ho oblidessin mai més. Una anècdota de l'època explica que en pujar el carro amb el reu pel carrer del Roser, Amorós deia a la gent que corria: "No cal que correu, que no faran res sense mi". El crim va ser famós i va generar literatura popular de canya i cordill. El romanç més conegut, que es reprodueix, va ser editat després de l'execució i imprès a Reus per Joan Grau Gené. La il·lustració que porta sembla que no guarda relació amb l'execució tal com va tenir lloc.